# Пулитцеровская премия за репортаж
Пулитцеровская премия за репортаж (англ. Pulitzer Prize for Reporting) — номинация Пулитцеровской премии, существовавшая в 1917—1947 годах.

За лучший пример репортерской работы, продемонстрировавшей чёткость и краткость изложения, стремление автора в достижении общественных благ, привлечении общественного внимания и уважения.Оригинальный текст (англ.)For the best example of a reporter’s work during the year, the test being strict accuracy, terseness, the accomplishment of some public good, commanding public attention and respect.

## История
Представленный Джозефом Пулитцером список номинаций включал общую категорию за лучший репортаж, куда относили и локальные, и международные темы. Так, первую награду в 1917 году получил Герберт Байярд Своп за серию материалов «Внутри Германской империи». Но фактически номинация была ориентирована на национальную тематику, и в последующие десятилетия лауреатами становились материалы, освещавшие экономические и социальные проблемы США.
В годы Второй мировой войны жюри премии столкнулось с проблемой разделения материалов по категориям, так как с 1942 года существовала сходная номинация «телеграфный репортаж — национальная», ориентированная на военных журналистов. Кроме того, американские журналисты стали уделять международной повестке все большее внимание, и структура премии нуждалась в чётком разграничении материалов национальной и зарубежной тематики. В результате номинацию «за лучший репортаж» упразднили в 1947 году, заменив премией за международный репортаж, а «телеграфный репортаж — национальная» переименовали в «премию за национальный репортаж».

## Лауреаты
| Год  | Издание                                                                                             | Лауреат                                                                              | Комментарий |
| ---- | --------------------------------------------------------------------------------------------------- | ------------------------------------------------------------------------------------ | --- |
| 1917 | New York World                                                                                      | Герберт Байярд Своп                                                                  | За статьи «Внутри Германской империи» |
| 1918 | New York Evening Post                                                                               | Гарольд А. Литтлдейл                                                                 | За серию статей о правонарушениях в тюрьмах Нью-Джерси |
| 1919 | —                                                                                                   | —                                                                                    | — |
| 1920 | New York World                                                                                      | Джон Дж. Лири (младший)                                                              | За серию статей, написанных во время национальной угольной забастовки 1919 года |
| 1921 | New York World                                                                                      | Луи Сейболд                                                                          | За интервью с президентом США Вудро Вильсоном (позже было признано сфабрикованным)                                                                                                   |
| 1922 | Associated Press                                                                                    | Кирк Л. Симпсон                                                                      | За статьи о погребениях неизвестных солдат |
| 1923 | The New York Times                                                                                  | Альва Джонстон                                                                       | За доклады о работе съезда Американской ассоциации содействия развитию науки |
| 1924 | San Diego Sun                                                                                       | Магнер Уайт                                                                          | За рассказ о солнечном затмении |
| 1925 | Chicago Daily News                                                                                  | Джеймс В. Малрой, Элвин Х. Гольдштейн                                                | За их заслуги в раскрытии убийства Роберта Фрэнка (младшего) в Чикаго в 1922 году |
| 1926 | the Louisville Courier-Journal                                                                      | Уильям Берк Миллер                                                                   | За историю об исследователе пещер Флойде Коллинзе |
| 1927 | St. Louis Post-Dispatch                                                                             | Джон Т. Роджерс                                                                      | За расследование о правонарушениях судьи Джорджа У. Инглиша |
| 1928 | —                                                                                                   | —                                                                                    | — |
| 1929 | St. Louis Post-Dispatch                                                                             | Пол Й. Андерсон                                                                      | За материалы о Континентальной торговой компании |
| 1930 | The New York Times                                                                                  | Рассел Оуэн                                                                          | За репортажи по радио из антарктической экспедиции Ричарда Бэрда. |
| 1931 | The Kansas City Star                                                                                | А. Б. Макдональд                                                                     | За освещение расследования убийства в техасском городе Амарилло. |
| 1932 | Detroit Free Press                                                                                  | У. Ричардс, Д. Д. Мартин, Дж. С. Пулер, Ф. Д. Уэбб, Дж. Н. У. Слоун                  | За репортаж о параде Американского легиона во время конвенции 1931 года в Детройте.                                                                                                  |
| 1933 | Associated Press                                                                                    | Фрэнсис Джеймисон                                                                    | За его освещение похищения сына американского лётчика Чарльза Линдберга 1 марта 1932 года                                                                                            |
| 1934 | San Francisco Chronicle                                                                             | Ройс Бриер                                                                           | За рассказ о линчевании Джона М. Холмса и Томаса Х. Турмонда в Сан-Хосе в 1933 году после их ареста за похищение сына местного торговца Брука Харта.                                 |
| 1935 | the New York Herald                                                                                 | Уильям Тейлор                                                                        | За серию статей о международных гонках на яхтах |
| 1936 | The New York Times                                                                                  | Лорен Д. Лиман                                                                       | За рассказ об эмиграции семьи Чарльза Линдберга в Англию. |
| 1937 | New York Herald Tribune, The New York Times, Associated Press, Universal Service and Scripps-Howard | Джон Дж. О’Нил, Уильям Л. Лоуренс, Говард В. Блейксли, Гобинд Бехари Лал, Дэвид Дитц | За рассказ о трехсотлетии Гарвардского университета. |
| 1938 | Pittsburgh Post-Gazette                                                                             | Рэймонд Спригл                                                                       | За серию статей, разоблачающих членство политика Хьюго Блэка в Ку-клукс-клане. |
| 1939 | Scripps-Howard Newspaper Alliance                                                                   | Томас Лансфорд Стоукс                                                                | За серию статей, опубликованных в The New York World-Telegram, о предполагаемом запугивании работников Управления общественных работ США в Пенсильвании и Кентукки во время выборов. |
| 1940 | New York World-Telegram                                                                             | Бертон Хит                                                                           | За разоблачение мошенничества судьи Мартина Т. Мантона |
| 1941 | the New York World-Telegram                                                                         | Вестбрук Пеглер                                                                      | За статьи о рэкете, связанным с организацией рабочего труда и деятельностью президента Международного союза работников строительной службы (BSEIU) Джорджа Скалиса                   |
| 1942 | the San Francisco Chronicle                                                                         | Стэнтон Делаплан                                                                     | За статьи о движении в нескольких округах Калифорнии и Орегона, за создание отдельного штата                                                                                         |
| 1943 | the Chicago Daily News                                                                              | Джордж Веллер                                                                        | За репортажи об экипажах подводных лодок |
| 1944 | Associates of New York Journal American                                                             | Пол Шенштейн                                                                         | За новость, спасшую жизнь двухлетней девочки в лютеранской больнице Нью-Йорка |
| 1945 | the San Francisco Call                                                                              | Джек С. Макдауэлл                                                                    | За кампанию по стимулированию донорства крови |
| 1946 | The New York Times                                                                                  | Уильям Л. Лоуренс                                                                    | За интервью с очевидцем атомной бомбардировки Нагасаки и последующую серию статей о производстве и значении атомной бомбы.                                                           |
| 1947 | New York World-Telegram                                                                             | Фредерик Вольтман                                                                    | За статьи о коммунистическом движении в Соединённых Штатах. |